# Sierra Entertainment
Sierra Entertainment (раніше On-Line Systems, Sierra On-Line) — американський розробник та видавець відеоігор. Головний офіс розташовано у Белв'ю у штаті Вашингтон. Компанія була заснована у 1979 році під назвою On-Line Systems. Була відома завдяки іграм жанру квесту, серед яких виділялись King's Quest, Space Quest, Police Quest, Gabriel Knight та Quest for Glory. Від назви цих ігор пішла і назва жанру «квест».

## Історія
Заснована у 1979 році як On-Line Systems у Сімі-Валлі подружжям Кеном і Робертою Вільямс. У 1982 році підприємство переїхало до місцевості Оакхюрст у округ Мадера.
У червні 1996 року Sierra On-Line була продана компанії CUC International. Роком пізніше свою посаду полишив Кен Вільямс.
У грудні 1997 року CUC International об'єдналась з HFC Incorporated, внаслідок чого з'явилась Cendant Corporation. Після скандалу у 1998 році, у котрий була залучена верхівка CUC, а судові розгляди продовжуються досі, вартість акцій компанії упала з 39 доларів до 20 за штуку, що призвело до непоправних фінансових втрат.
22 лютого 1999 року було закрито багато виробничих студій Sierra, близько 135 людей втратили роботу. Пізніше цей день серед фанів називався не інакше як Чорний Понеділок. Сьогодні Sierra належить Vivendi SA і існує лише як бренд (Half-Life, F.E.A.R.).

## Продукція
На сьогодні компанія є підрозділом Activision Blizzard (підрозділ Vivendi SA). Sierra включає у себе дві студії: High Moon Studios і Radical Entertainment. Найбільш відомими проектами є серії квестів King's Quest, Space Quest и Quest for Glory, які здійснили значний вплив на подальшу історію відеоігор.

## Бренди
- Sierra Online

## Більш не існуючі групи Sierra
- Coktel Vision (частинаVivendi)
- Yosemite Entertainment (зачинено)
- Dynamix (зачинено)
- Impressions Games (зачинено)
- Bright Star Technology (зачинено)
- Synergistic (зачинено)
- Front Page Sports (зачинено)
- Books That Work (зачинено)
- Green Thumb Software (зачинено)
- Papyrus Design Group (зачинено)
- Headgate (продано назад початковому власнику)
- Berkeley Systems (зачинено)
- PyroTechnix (зачинено)

### Прориви Sierra Entertaiment
- «Mystery House» (Таємничий будинок): перший графічний квест в історії комп'ютерних ігор.
- «King's Quest IV»: цикл дня/ночі, перша гра, яка підтримує стерео [звукова плата].
- «King's Quest V»: перша гра, видана на компакт-дисках. Це була перша гра Sierra's VGA, хоча декілька інших студій видали ігри VGA (навіть ігри-пригоди VGA) раніше.
- «Sierra Screamin' 3D»: Sierra Screamin' 3D підтримує тривимірне прискорення в іграх, продаючи їх власну карту.
- «Phantasmagoria»: квест за сюжетом з квестів FMV (Full Motion Video).